# Antigua Tasca de Cuchilleros

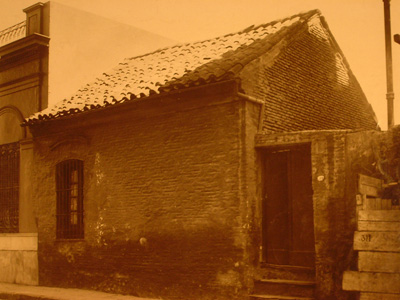
La construcción, como se veía hacia 1930.

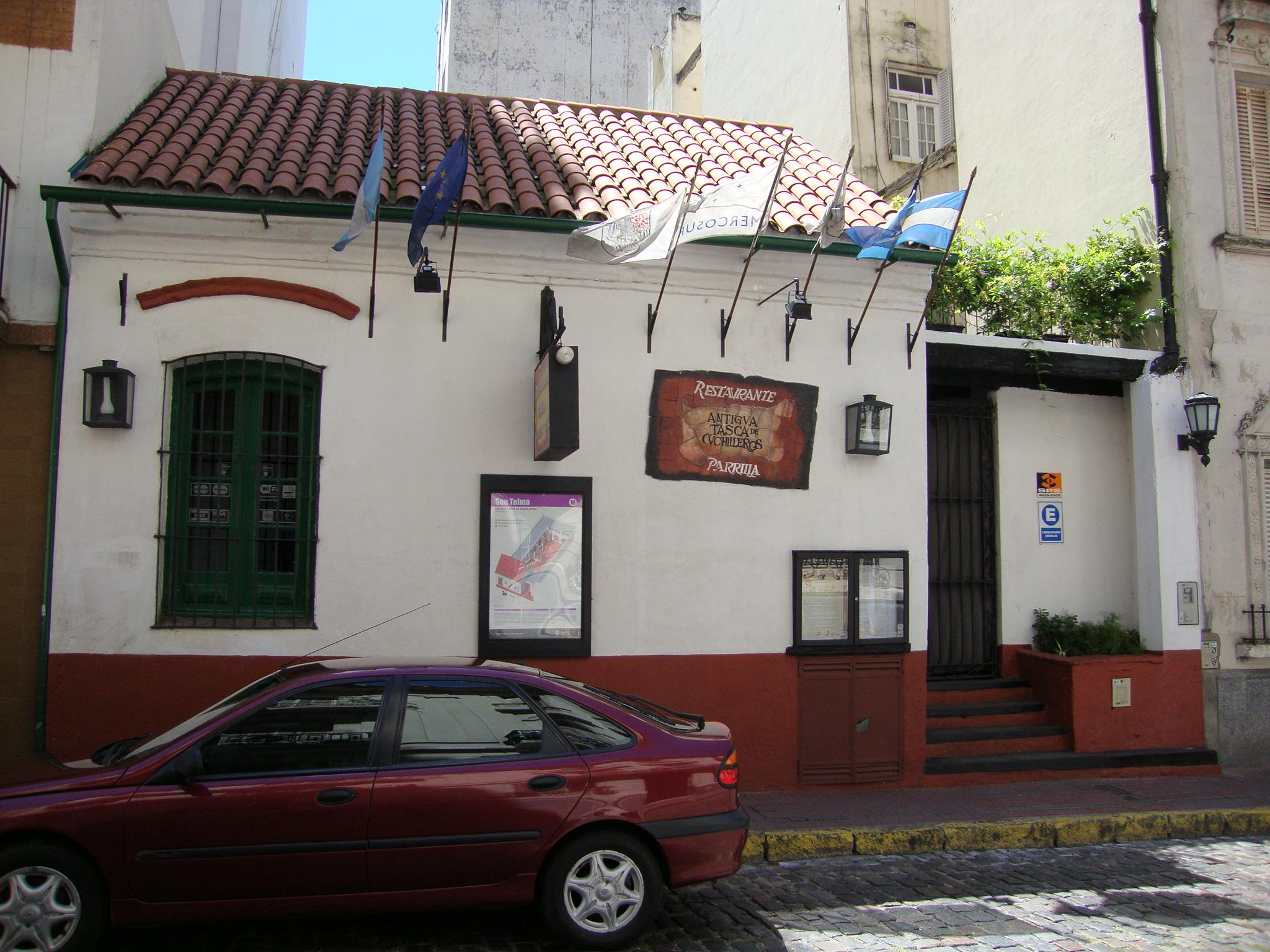
Vista actual.

La Antigua Tasca de Cuchilleros es una de las pocas viviendas coloniales que siguen en pie en Buenos Aires, Argentina. La construcción data de alrededor de 1730 y se encuentra en la calle Carlos Calvo nº 319, en el barrio de San Telmo. En la actualidad funciona allí un restaurante.

## Historia
La historia de esta casa cuenta que en ella vivió Margarita Oliden, hija de un sargento de la Mazorca del gobernador Juan Manuel de Rosas. El padre comprometió a Margarita con Ciriaco Cuitiño, jefe de la Mazorca, pero ella estaba enamorada de un payador llamado Juan de la Cruz Cuello.
La joven se habría fugado de su casa mediante un pasadizo subterráneo que la conectaba con la Iglesia de Nuestra Señora de Belén (aparentemente construido para el contrabando). Escapó con su amante, pero fueron perseguidos por las fuerzas de Cuitiño, que los encontraron en la localidad de Luján. Allí Margarita fue herida de muerte por un balazo, y fue llevada de nuevo a su hogar, donde finalmente murió.

## Descripción
El cuarto delantero de la antigua vivienda es el que puntualmente data de los años 1730, como lo atestiguan sus paredes construidas con ladrillos cocidos unidos con barro y paja, con dinteles rectos de madera. Los techos de ladrillos están sostenidos por tirantes de quebracho y de palmera.
La fachada se conserva blanqueada con cal, como era la usanza en los tiempos coloniales. La ventana del frente tiene un arco escarzano con rejas sencillas, de sección cuadrada. El techo es de tejas, a dos aguas, y la puerta de acceso lleva a un patio trasero.